# Cotorra de Santa Marta
La cotorra de Santa Marta (Pyrrhura viridicata) és una espècie d'ocell de la família dels psitàcids que habita la selva humida de les muntanyes del nord de Colòmbia.